# Red (revue)
Pour les articles homonymes, voir Red.
 (novembre 2008).
Si vous disposez d'ouvrages ou d'articles de référence ou si vous connaissez des sites web de qualité traitant du thème abordé ici, merci de compléter l'article en donnant les références utiles à sa vérifiabilité et en les liant à la section « Notes et références ».
Red est une revue mensuelle française, organe de presse officiel des Jeunesses communistes révolutionnaires (JCR), organisation de jeunesse de la Ligue communiste révolutionnaire. Elle devient parfois hebdomadaire lors de mouvements importants, comme lors du mouvement contre le contrat première embauche. Elle est éditée de 1996 à 2008.
Son nom est l'acronyme de « Révolution égalité démocratie », un hommage à l'organisation du même nom ayant fusionné avec les JCR-Égalité sociale en 1994 pour donner les JCR.

## Contenu
Red est écrite par les militants des JCR, souvent des étudiants et des lycéens, et s'adresse à cette même catégorie de public. Elle est directement vendue par les militants sur leurs lieux habituels de militantisme (universités, lycées) et dans les manifestations.
Les JCR y donnent leur analyse de la situation politique, y informent sur les mouvements sociaux en France et de par le monde. Il y a aussi des espaces de débats permettant des échanges de point de vue.
Le format de RED comprend :
- une rubrique actualité, concernant l'actualité sur les universités, les lycées et les CFA,
- une rubrique monde, concernant les articles internationaux,
- une rubrique hexagone, concernant ce qui se passe en France,
- un dossier central sur un thème précis (par exemple: actualité de l'impérialisme, les attaques de la rentrée),
- une formation (par exemple : école et capitalisme, la guerre d'Algérie),
- une rubrique Kultur (sur les CD, livre, film),
- une rubrique sexualité,
- la der de RED contient généralement une interview ou un thème précis d'actualité.

## Périodicité
Red est un mensuel, à l'exception du numéro d'été qui est lui bimestriel (avec 16 pages au lieu de 12).
Lors des mobilisations, le format ou la périodicité de Red peut changer. Par exemple, pendant le mouvement contre le CPE, RED devient hebdomadaire, du numéro 63 (semaine du 6 au 12 mars 2006) au numéro 69 (semaine du 24 avril au 1er mai). Pendant la campagne présidentielle de 2007, le numéro 79 (avril 2007) comptait 16 pages.
Le dernier numéro est daté de décembre 2008, Red disparaissant avec les JCR.

## Format
Le premier numéro de la numérotation définitive est daté d'octobre 1998.
- Du numéro 1 au numéro 9, Red est un magazine de 36 pages au format 268 mm x 181 mm.
- Du numéro 10 (novembre 2000) au numéro 33 (mars 2003) Red est un 20 pages au format A4 (297 mm x 210 mm).
- Du numéro 34 (avril 2003) jusqu'au dernier (décemnbre 2008), Red est un 12 pages au format 424 mm x 316 mm.